# تشارلز إس. هاس
تشارلز إس. هاس (بالإنجليزية: Charles S. Haas)‏ هو كاتب سيناريو أمريكي، ولد في 22 أكتوبر 1952 في بروكلين في الولايات المتحدة.

## وصلات خارجية
- تشارلز إس. هاس على موقع IMDb (الإنجليزية)
- تشارلز إس. هاس على موقع ألو سيني (الفرنسية)
- تشارلز إس. هاس على موقع أول موفي (الإنجليزية)
- تشارلز إس. هاس على موقع قاعدة بيانات الفيلم (الإنجليزية)
- تشارلز إس. هاس على موقع كينوبويسك (الروسية)